# 石门二路街道
石门二路街道是中国上海市静安区所辖的5个街道办事处之一。范围东起成都北路，南临南京西路，西至江宁路折武定路接泰兴路，北至南苏州路，面积1.09平方公里。户籍人口5.83万人（2008年）。办事处驻武定路139号。

## 行政区划
石门二路街道下辖14个居委会：奉贤居委会、东王居委会、新德居委会、郑家巷居委会、张家宅居委会、祥福居委会、光明居委会、东斯文居委会、西斯文居委会、培德居委会、达安城居委会、新福康里居委会、恒丰居委会、华沁居委会。